# Pulli järv
Pulli järv är en sjö i Estland.   Den ligger väster om småköpingen Misso i Rõuge kommun i landskapet Võrumaa, i den sydöstra delen av landet, 250 km sydost om huvudstaden Tallinn. 

## Geografi
Pulli järv ligger 184 meter över havet. Arean är 0,51 kvadratkilometer. I omgivningarna runt Pulli järv växer i huvudsak blandskog. Den sträcker sig 1,1 kilometer i nord-sydlig riktning, och 0,6 kilometer i öst-västlig riktning.

### Klimat
Inlandsklimat råder i trakten. Årsmedeltemperaturen i trakten är 3 °C. Den varmaste månaden är juli, då medeltemperaturen är 18 °C, och den kallaste är december, med −11 °C.

## Galleri

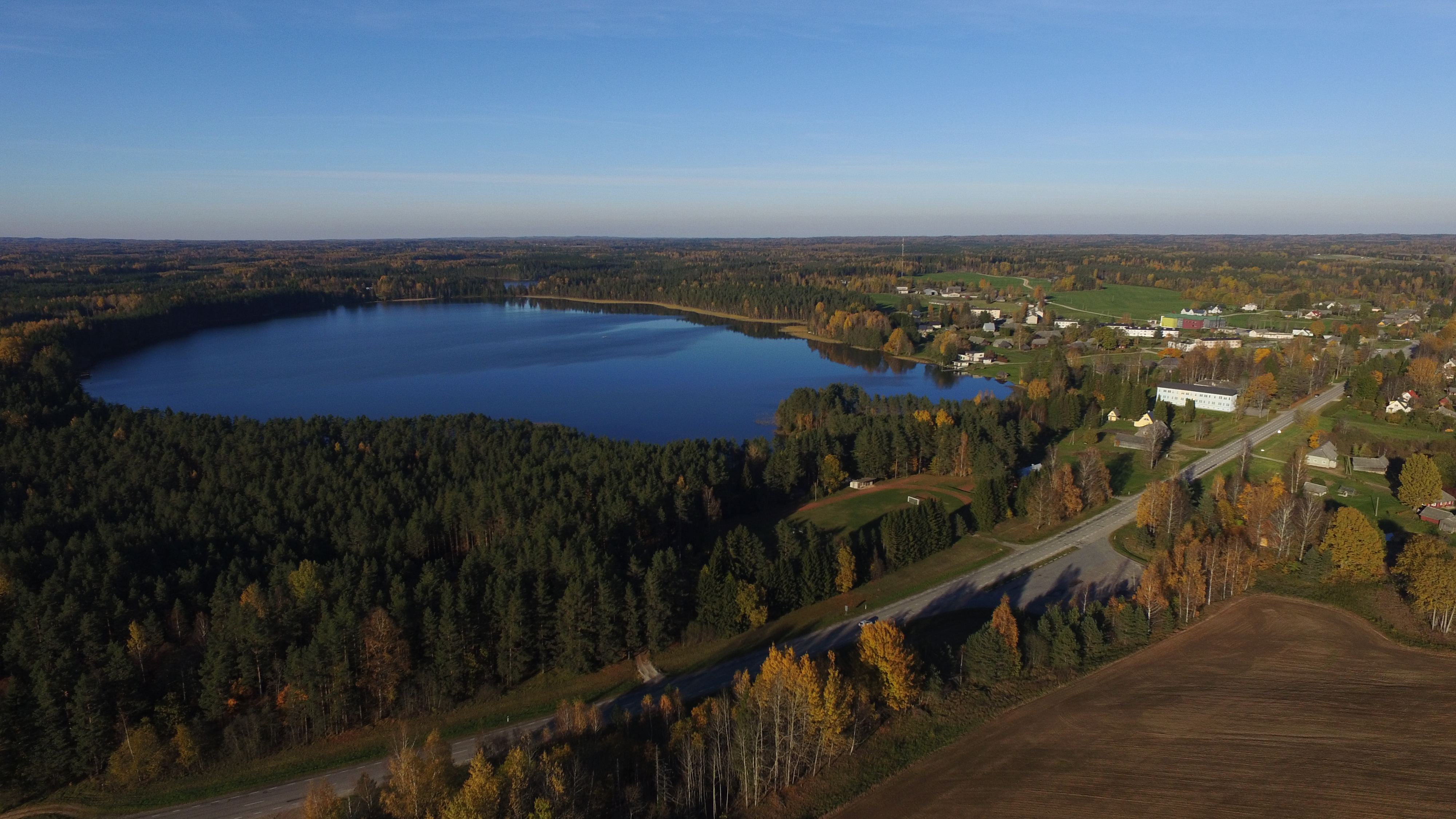
Sjön Pulli järv och småköpingen Misso med Riksväg 7 (E77) i förgrunden.
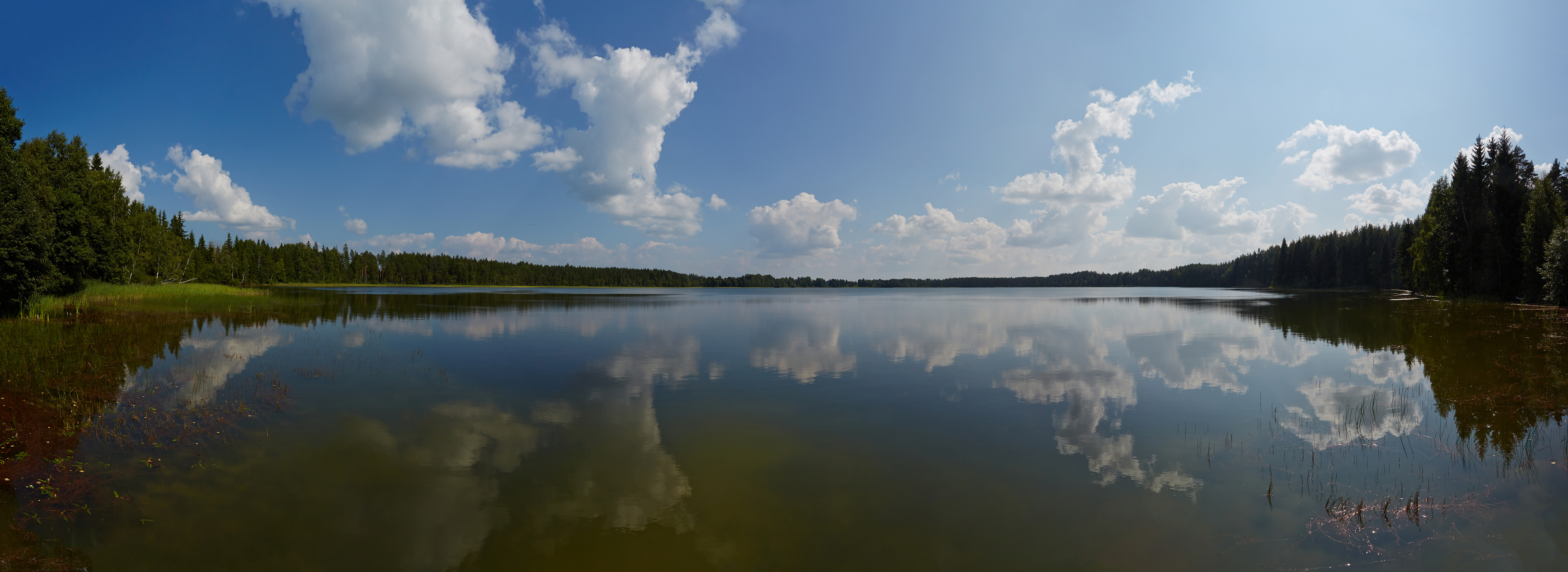
Vy över sjön från byn Põdramõtsa.